# Acanthoderes aliciae
Acanthoderes aliciae es una especie de escarabajo del género Acanthoderes, familia Cerambycidae. Fue descrita científicamente por Chemsak & Hovore en 2002.
Se distribuye por México. Posee una longitud corporal de 10-14 milímetros. El período de vuelo de esta especie ocurre únicamente en el mes de junio.